# Ivor Dean
Ivor Donald Dean (* 21. Dezember 1917 in London; † 10. August 1974 in Truro, Cornwall, England) war ein britischer Theater- und Filmschauspieler.

## Leben
Deutsche Fernsehzuschauer wurden erstmals mit dem Shakespeare-Schauspieler Dean bekannt in der Fernsehserie Simon Templar (The Saint) (ab 1962), in der er neben Roger Moore den Pastillen lutschenden Chef-Inspektor Claude Eustace Teal spielte. Einen weiteren Inspektor spielte er Ende der 1960er Jahre in der Krimireihe Randall & Hopkirk – Detektei mit Geist. Daneben trat er auch immer wieder in zahlreichen anderen Serien als Gaststar auf, so bei Mit Schirm, Charme und Melone (The Avengers), Jason King oder Die 2 (The Persuaders).
Seinen größten Erfolg hatte Dean in Deutschland jedoch 1966 in der Rolle des einbeinigen Long John Silver in dem ZDF-Abenteuervierteiler Die Schatzinsel von Regisseur Wolfgang Liebeneiner. Der Vierteiler bekam 1967 den Perla-Fernsehpreis bei der Film- und Fernsehmesse in Mailand.
Dean trug sich nach dem Erfolg des Vierteilers mit dem Gedanken, eine Fortsetzung zu drehen, und entwickelte mit dem englischen Produzenten Robert S. Baker einen Drehbuchentwurf. Ivor Dean starb 1974 im Alter von 56 Jahren an Herzversagen. Durch seinen Tod wurde das Projekt erst einmal zu den Akten gelegt. Erst 1986 wurde der Drehbuchentwurf unter dem Titel Die Rückkehr zur Schatzinsel (Return to Treasure Island) wieder ausgegraben und als zehnteilige Serie verfilmt.

## Filmografie (Auswahl)
- 1962: Gefahr an meiner Seite (Danger by My Side)
- 1962, 1968: Mit Schirm, Charme und Melone (2 Folgen, 2x06 und 6x03)
- 1963–1969: Simon Templar (The Saint, Fernsehserie, 24 Folgen)
- 1966: Die Schatzinsel (Fernsehminiserie)
- 1967: Der Fremde im Haus (Stranger in the House)
- 1967: Im Banne des Dr. Monserrat (The Sorcerers)
- 1967: Das Haus des Schreckens (Theatre of Death)
- 1967: Millionen-Raub (Robbery)
- 1968: Agenten sterben einsam (Where Eagles Dare)
- 1968: Salz und Pfeffer (Salt and Pepper)
- 1969: Gauner, Kronen und Juwelen (Crooks and Coronets)
- 1969: Im Todesgriff der roten Maske (The Oblong Box)
- 1969: Die Spur führt nach Soho (The File of the Golden Goose)
- 1969, 1970: Randall & Hopkirk – Detektei mit Geist (Randall & Hopkirk (Deceased), Fernsehserie, 5 Folgen)
- 1971: Dr. Jekyll und Sister Hyde (Dr. Jekyll and Sister Hyde)
- 1972: Die Zwei (The Persuaders!) –  Adel vernichtet (A Death In The Family)
- 1972: Jason King (Fernsehserie, 1 Folge)